# Villa Walter
Die Villa Walter liegt im Stadtteil Oberlößnitz der sächsischen Stadt Radebeul, in der Bennostraße 23. Es wurde 1873/1874 von den Lößnitz-Baumeistern Gebrüdern Ziller für Friedrich August Auerswald errichtet. Das Anwesen liegt im Denkmalschutzgebiet Historische Weinberglandschaft Radebeul.

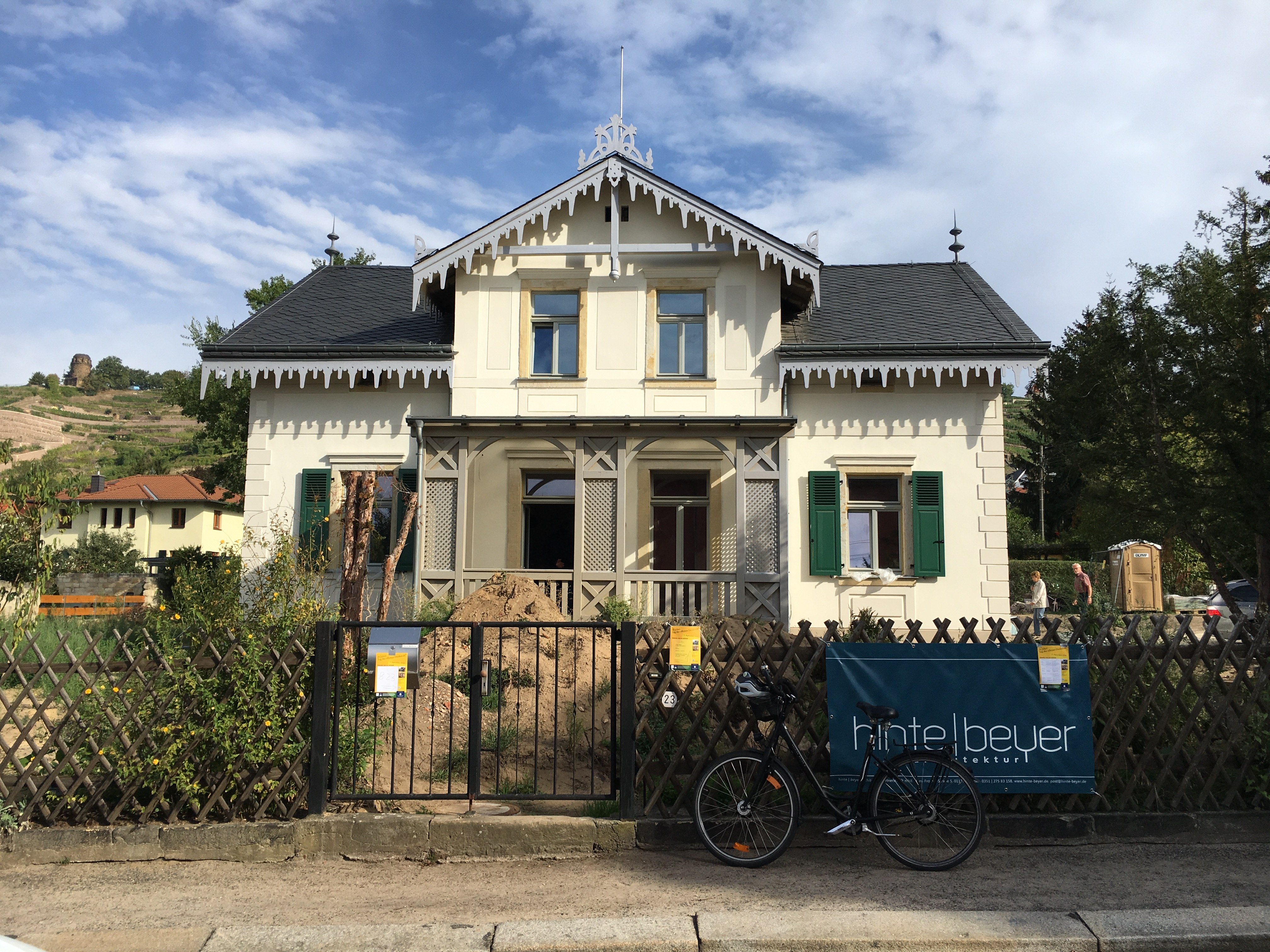
Villa Walter am Tag des offenen Denkmals 2018, links oben der Bismarckturm

## Beschreibung

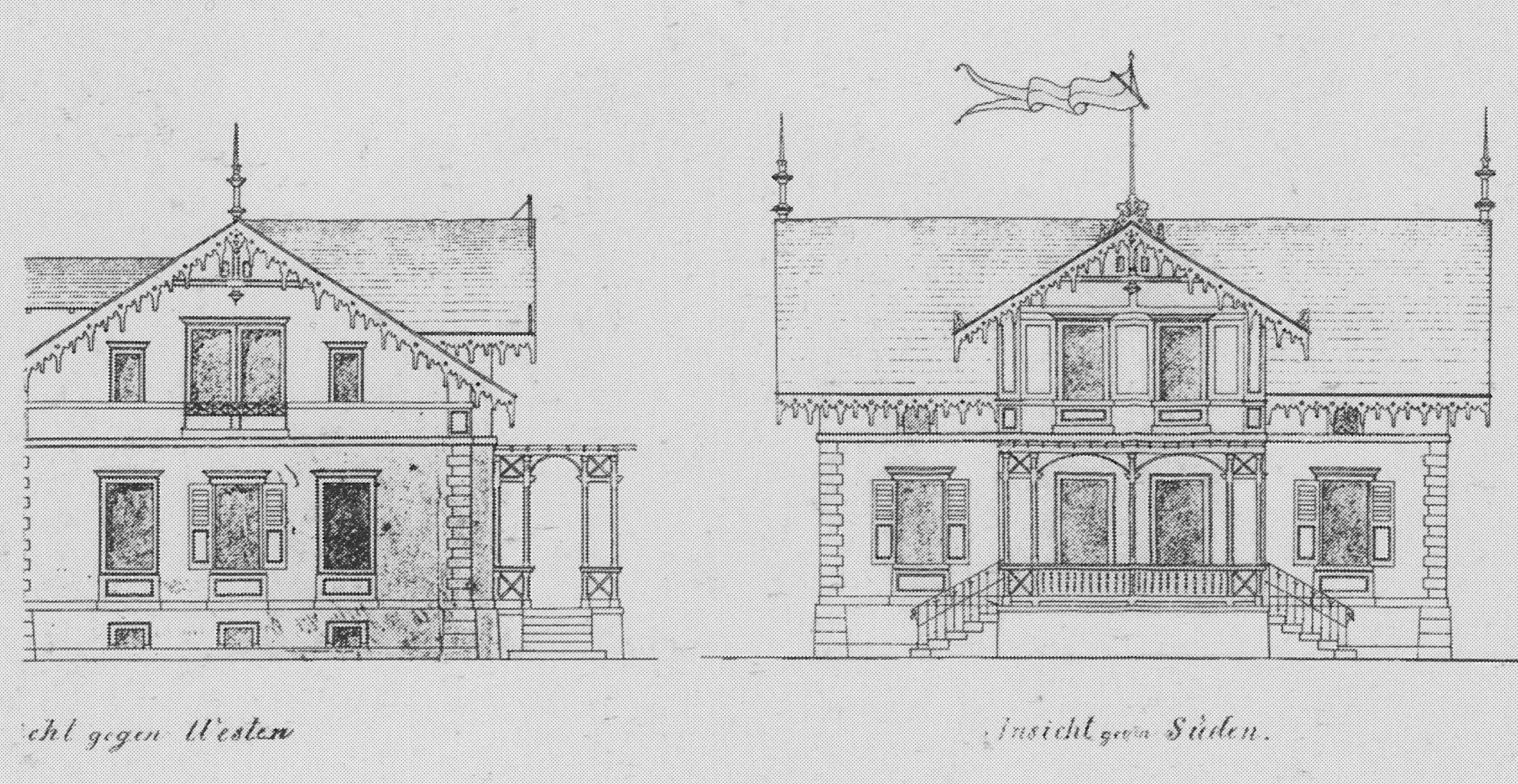
Bauzeichnung von 1873

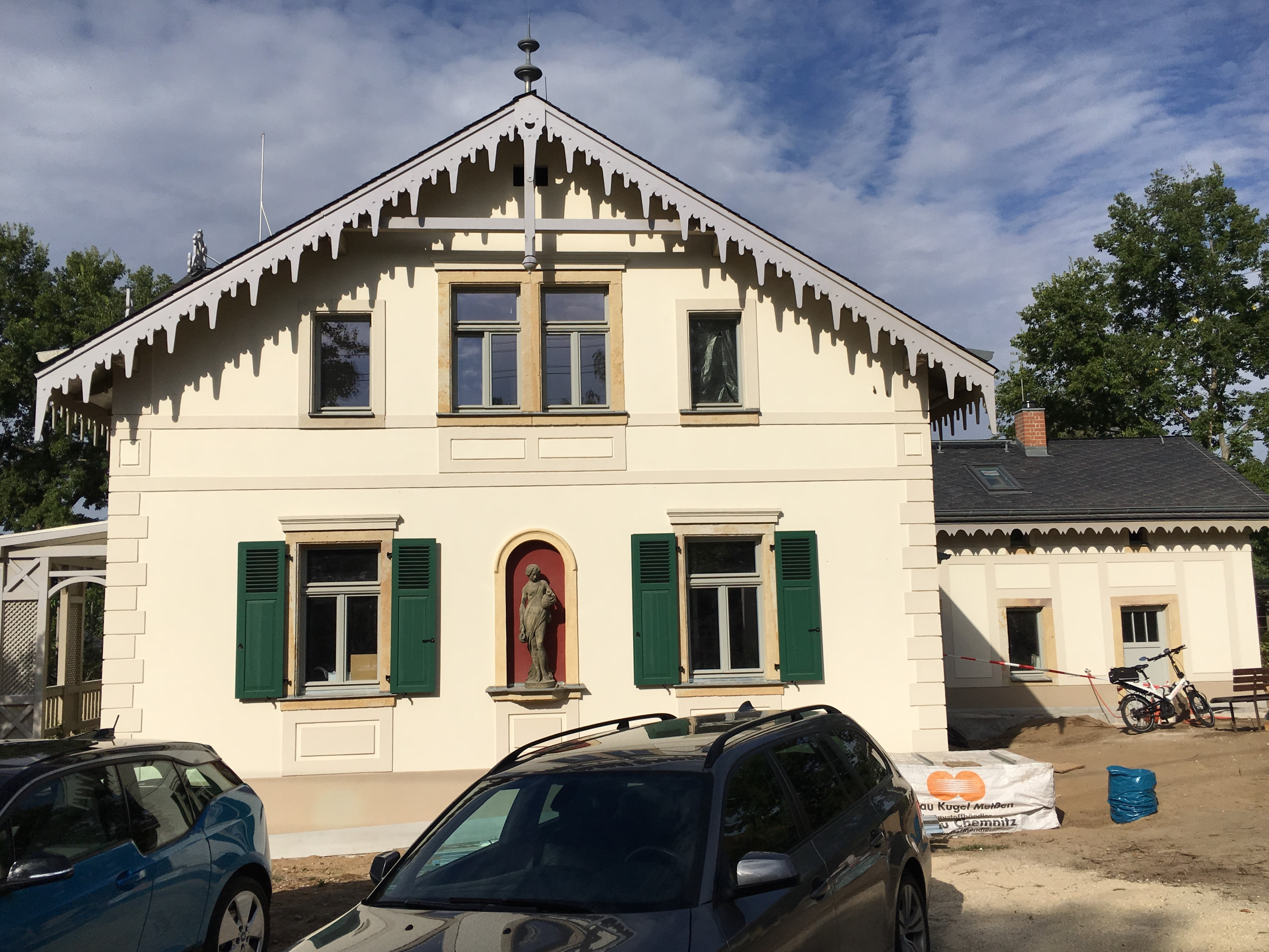
Villa Walter am Tag des offenen Denkmals 2018: Schmuckfassade zur Weberstraße hin

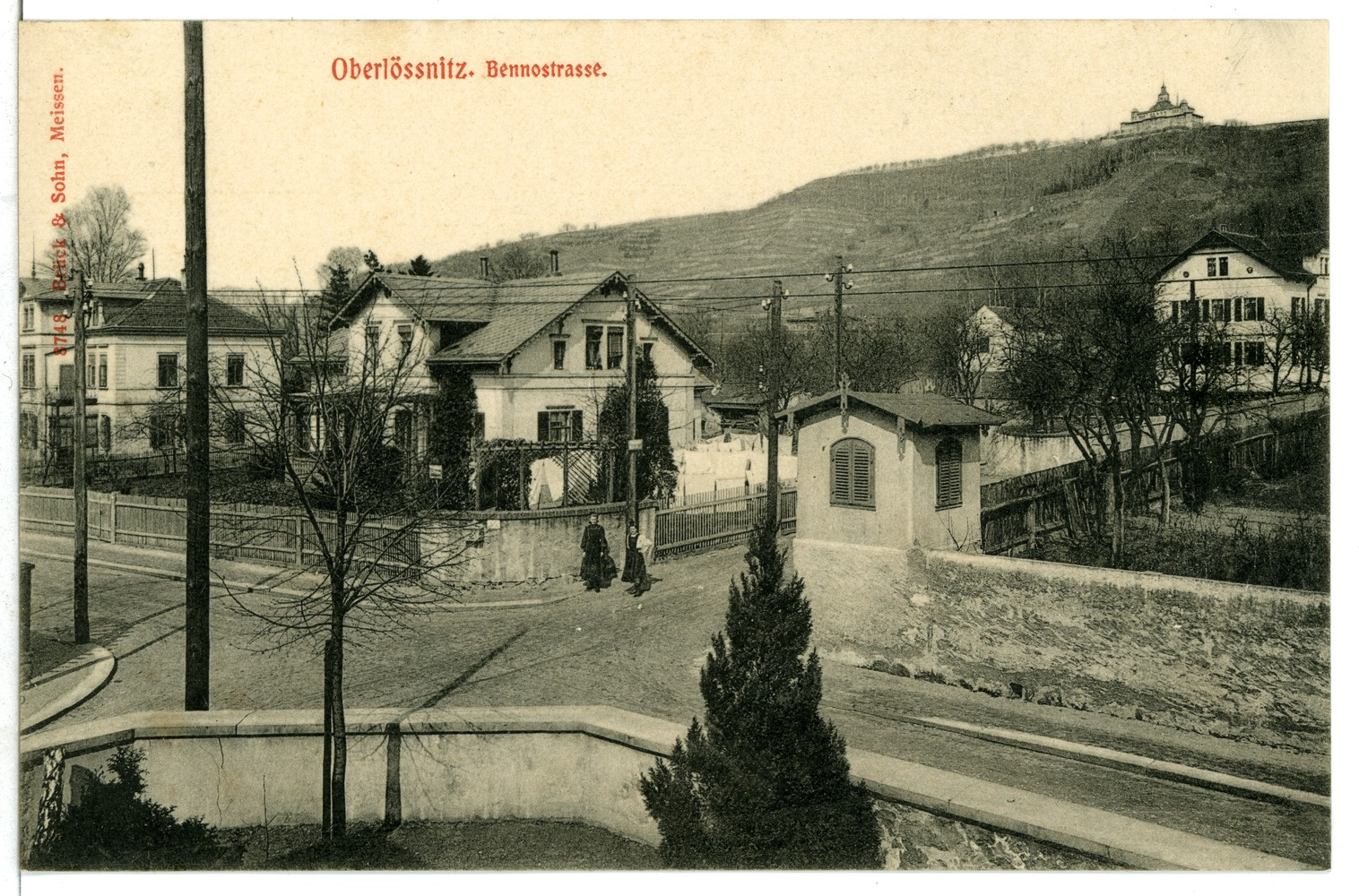
Villa Walter (1907)

Das unter Denkmalschutz stehende Wohngebäude ist ein Landhaus im Schweizerstil. Es steht auf einem Eckgrundstück zur Weberstraße, mit der Traufseite zur Bennostraße. Das Gebäude ist eingeschossig mit einem Kniestock und einem ausgebauten Dach. In der Straßenansicht steht mittig ein nur leicht vorstehender Risalit mit Dreiecksgiebel, davor eine Veranda mit Freitreppe. Auf der Rückseite des Gebäudes steht nach Norden ein niedrigerer Seitenflügel aus der Bauzeit, im Dach des Hauptbaus befindet sich mittig eine Giebelgaube.
Die Fassaden des Putzbaus sind inzwischen leicht vereinfacht. An der Traufen und Ortgängen findet sich Brettschnitzerei.
Die Bauherrschaft wurde für die Instandsetzung ihres Gebäudes anlässlich des Radebeuler Bauherrenpreises 2007 mit einer Anerkennung in der Kategorie Denkmalpflegerische Instandsetzung ausgezeichnet.